# Opinio
 (mai 2011).
Améliorez-le ou discutez des points à vérifier. 
Opinio est/était un hebdomadaire de débats néerlandais revendiquant l'étiquette de « gauche conservatrice » (??). Son rédacteur en chef est Jaffe Wink. Ses concurrents sont/était Elsevier et Vrij Nederland.